# Iris ivanovae
Iris ivanovae là một loài thực vật có hoa trong họ Diên vĩ. Loài này được Doronkin miêu tả khoa học đầu tiên năm 1987.